# Збірна Нікарагуа з футболу
Збі́рна Нікара́гуа з футбо́лу — національна футбольна команда, що представляє Нікарагуа на міжнародних футбольних турнірах і в товариських матчах. Контролюється Федерацією футболу Нікарагуа. Є членом ФІФА (з 1950 року), КОНКАКАФ (з 1968 року) і ФСЦА.
Станом на 3 квітня 2025 посідає 133-e місце у рейтингу футбольних збірних світу.

## Чемпіонат світу
- 1930 – 1990 — не брала участі
- 1994 – 2022 — не пройшла кваліфікацію

## Золотий кубок КОНКАКАФ

### Чемпіонат націй КОНКАКАФ
- 1963 — груповий раунд, 1-й етап
- 1965 — не пройшла кваліфікацію
- 1967 — 6-е місце в груповому раунді
- 1969 — не брала участі
- 1971 — не пройшла кваліфікацію
- 1973 — не пройшла кваліфікацію
- 1977 – 1989 — не брала участі

### Золотий кубок КОНКАКАФ
- 1991 – 2007 — не пройшла кваліфікацію
- 2009 — груповий раунд
- 2011 – 2015 — не пройшла кваліфікацію
- 2017 – 2019 — груповий раунд
- 2021 — не пройшла кваліфікацію
- 2023 — дискваліфікація[2]
- 2025 — не пройшла кваліфікацію

## Кубок націй Центральної Америки
- 1991 – 1995 — не пройшла кваліфікацію
- 1997 — груповий раунд
- 1999 — груповий раунд, 1-й етап
- 2001 — груповий раунд, 1-й етап
- 2003 — 6-е місце в груповому раунді
- 2005 — груповий раунд
- 2007 — 6-е місце
- 2009 — 5-е місце
- 2011 — 6-е місце
- 2013 — 5-е місце
- 2014 — 6-е місце
- 2017 — 5-е місце